# 蜜の味〜A Taste Of Honey〜
『蜜の味〜A Taste Of Honey〜』（みつのあじ ア・テイスト・オブ・ハニー）は、2011年10月13日から12月22日まで毎週木曜日22:00 - 22:54に、フジテレビ系の「木曜劇場」枠で放送された日本のテレビドラマである。榮倉奈々と菅野美穂のダブル主演。

## 概要
叔父である研修医の池澤雅人に恋心を抱く森本直子は、彼と共に生きるため上京し医大生として勉強に励む。そんな彼女の出現により、絶対的な自信とプライドに満ち、仕事も恋愛も順調だった雅人の恋人である研究医の原田彩は、嫉妬心から次第に崩壊していく。
恋という魔物に取り憑かれ振り回されていく二人の女性と、その間で揺れ動く男性の三角関係を描いた愛憎劇。
キャッチコピーは「あなたがいれば。あなたさえいなければ。」。

## 放送
初回は15分拡大で22:00 - 23:09に放送されたほか、同時期のスポーツ中継の影響のため何度かの放送時間変更があった。
第6話は「ワールドカップバレーボール女子・日本対ドイツ戦」中継延長のため、22:55 - 23:49、第7話は「ワールドカップバレーボール男子・日本対セルビア戦」中継延長のため、22:55 - 23:49に放送された。
また、第9、最終話は『とんねるずのみなさんのおかげでした』15分拡大放送のため、22:15 - 23:09の放送となった。

## あらすじ
瀬戸内海に面したオリーブ園の一人娘・森本直子は、叔父であり憧れの男性・池澤雅人を追いかけ、彼が研修医として勤める名門医大へ進学した。しかし、久しぶりに会った雅人は、同期の研究医・原田彩と交際していた。医者になる為に努力を積み重ね、常に自信に満ち溢れた彩の存在は、直子を苦しめることになる。雅人と彩の結婚を機に、直子は長年の想いを断ち切ろうとするが、ある出来事がきっかけとなり泥沼の三角関係へと発展してしまう。

## キャスト

### 主要人物
森本 直子
演 - 榮倉奈々（10歳：鍋本凪々美）
岡山県牛窓出身。兄のような存在の雅人（続柄は叔父）を「雅兄ちゃん」と呼び慕っていたが、2000年の夏に起きたある出来事を境に雅人を男性として意識する。雅人の傍にいたいがために医師を志し、東和医科大学に入学。極度の人見知りで、初対面の人には緊張して無愛想になってしまう。好物はロールケーキ、嫌いなものはママカリ。康志たちにつけられたニックネームはモリモリ。雅人と彩の結婚により、雅人のためではなく自分と患者のために医師を目指すことを決める。しかし、雅人の新婚生活が幸せではないと感じ、康志とのやり取りから雅人への恋心を再確認したことにより再び泥沼の三角関係にはまっていく。自分とはまるで正反対の彩に対しては初対面から恐怖を抱いている。
8年後、東和医科大学附属病院消化器外科医となる。康志とは恋人関係に発展しており、実家の牛窓へ一緒に挨拶に行くなど結婚前提に付き合っている。康志に「先に籍だけでも入れよう」と言われているが、いまいち結婚に踏み出せない様子。
その後、滝ノ原の極秘手術で一時帰国した雅人と再会。封じ込めた想いが再燃するが康志に知られてしまい、嫉妬に狂った彼の策略により雅人と共に東和医科大学付属病院から追われる。
原田（池澤）彩
演 - 菅野美穂
東和医科大学第1病理学教室病理専門医。8年後には准教授となる。雅人の元妻で、大病院の娘。才色兼備で周囲からも羨望を集めているが、直子からは「恐怖の彩先生」の様な存在である。大学3年の時に雅人に交際を申し込み、付き合い始める。患者と対話するのが苦手だという理由から病理医になったと直子に話す。初対面の頃より直子の雅人への恋心を見抜く。当初は「結婚はまだ早い」と考えていたが、直子の出現により結婚話を急に進め、雅人を困惑させる。直子の気持ちを知っていながら、結婚指輪を見せたり、食事に招いて雅人との仲を見せつけるなどの行為に及ぶが、それがきっかけで雅人との距離も開き始めてしまう。それまで完璧だった理想の生活は崩れていき、嫉妬と焦りから直子への敵意をあらわにしていく。
康志とは違い、医師としての使命を果たしており患者に対しての危険行為は一切行わない。
池澤 雅人
演 - ARATA
東和医科大学附属病院消化器外科医。年の離れた洋介の異母弟で、6歳の時に横浜に住む久子の兄弟夫婦の元へ引き取られる。研修医になるまでは毎年夏に牛窓を訪れていた。病院では冴えない存在だが、東京で暮らす唯一の身内として上京したばかりの直子のことを心配している。好物はママカリ。当初は彩と結婚したいと思っていたが、彩が結婚式の日程や式場を一方的に決めたり、院内で結婚の報告をしたため戸惑う。結婚後も、家事を家政婦に任せて研究に没頭し、自宅でもほとんど会話をしようとしない彩に結婚する必要があったのかと疑問を持ち始める。直子に告白されてからは、彩の直子に対する態度に攻撃的な面が見えるようになり、離婚してほしいと告げる。その後アメリカのピッツバーグ大学に留学する。
8年後、滝ノ原の極秘手術のために呼ばれて一時帰国する。直子と再会し、今度は四角関係に発展。康志の嫉妬と策略により、東和医科大学付属病院から追われる。

### 東和医科大学

#### 2003年度入学生 C班
則杉 康志
演 - 溝端淳平
産婦人科医の息子で、1浪後に東和医科大学へ入学する。直子のことは入学式から気になっていた。雅人が渡米して数年後から直子と付き合い始め、8年後には東和医科大学附属病院産婦人科医となる。将来は実家の産婦人科を継ぐことを考えている。8年前、まだ恋人関係ではなかった頃の直子に好きな男がいたと気付いているが、それが雅人だとは知らず、直子とは積極的に結婚したいと考えていた。しかし直子と頼との会話を偶然聞き、直子の好きな男が雅人だと思い込み、8年間直子と雅人に騙されていた憎しみから復讐を開始。彩とは対照的に医師としての道を踏み外す行為を行い、黒沢のカルテの薬の処方量を改竄したり週刊誌に直子と雅人のスキャンダルをリークするなど、直子と雅人が病院を辞める原因を作る。さらに医学部長選挙に敗れた霧島にも近づくが、彩に叱咤激励を受けたことで病院を辞め実家の産婦人科を継ぐ。
栗山 和気
演 - 市川知宏
鹿児島県指宿出身。ニックネームはカズ。8年後、東和医科大学附属病院消化器外科医となる。大学時代には陽華と付き合っていたが、8年後には別れており、アプローチしていたかなと結婚し指宿に帰郷する。
頼 陽華
演 - 木村文乃
中国からの留学生。祖父は中国で名の知れた権力者ではあるが、全く鼻にかけない朗らかな才女。お金にはシビアな考えを持っており、入学式では安く手に入れた傘を割増価格で売っていた。ニックネームはライライ。大学を首席で卒業後、東和医科大学第1病理学教室病理専門医となる。大学時代には和気と交際していたが、病理に移ってからは既婚者である細川との不倫関係を続けている。細川の離婚を待っていたが、身重の妻を見捨てられないと振られる。
滝ノ原 幸一
演 - 森廉
滝ノ原の息子。ニックネームはジュニア。8年後、東和医科大学附属病院消化器外科医となる。かなと交際していたが振られる。
蓑屋 進
演 - 近藤公園
五浪でも諦めず東和医科大学の難関試験を突破し入学する。ニックネームは蓑さん。8年後、東和医科大学附属病院麻酔科医となる。

#### 関係者
滝ノ原 健司
演 - 升毅
東和医科大学附属病院消化器外科教授。幸一の父親で、霧島とは同期。雅人の腕を買っており、ピッツバーグ大学への留学を推薦した。医学部長選挙を前に、自身の胆管がんの手術を直子と雅人に極秘で依頼する。
霧島 正
演 - 佐野史郎
東和医科大学病理学教室教授。滝ノ原とは同期。皮肉屋で研究室では人望がなく、自身の存在を脅かす優秀な彩に嫉妬している。医学部長選挙で滝ノ原に敗れる。
細川 裕司
演 - 山崎樹範
東和医科大学第1病理学教室病理専門医。雅人、彩とは同期で親友。既婚者で、陽華とは8年後不倫関係となる。優柔不断な性格で、妻と陽華の間で揺れるが最終的には不倫関係に終止符を打ち、家族の元へ戻る。
白井 かな
演 - 西山茉希
東和医科大学附属病院看護師。医師との結婚を夢見て、雅人を狙っていた。8年後には幸一と交際するが、和気からもアプローチされ婚約する。
長谷 るり子
演 - 平岩紙
東和医科大学附属病院看護師。かなとよく一緒にいるが、彼女の奔放さには少し呆れている。
蜂谷 悟
演 - 権藤昌弘
東和医科大学第1病理学教室病理専門医。
福田 角雄
演 - 麻倉卓也
東和医科大学第1病理学教室病理専門医。
東和医科大学第1病理学教室病理専門医
演 - 荒木義彰

### 森本家
森本 洋介
演 - 阿南健治
直子の父親、雅人の異母兄。牛窓でオリーブ園を営んでいる。東京の大都会で初めて1人暮らしをする娘を心配している。
森本 久子
演 - キムラ緑子
直子の母親。雅人に対する直子の気持ちに気付いていない。思ったことは口に出すが、大らかな性格。

### ゲスト
- 第1話
  - リョウ - 長島暉実（建築資材の下敷きになるが、彩と雅人の応急処置で助かる）
  - リョウの母親 - 伊藤裕子
  - タクシーの運転手 - 田窪一世
  - 解剖学実習の説明を行った教授 - 八幡朋昭
  - 産婦人科医 - 青木一
  - 産婦人科看護師 - 兎本有紀、藤井亜紀
  - リョウの救出を手伝ったサラリーマン - 白倉裕二
  - 難波書店の店主 - 浜近高徳
  - ニュースキャスター - 住田洋
- 第2・3話
  - 彩の父親 - 沼崎悠
  - 彩の母親 - 深沢エミ
  - 雅人の養父 - 佐々木省三
  - 雅人の養母 - 川口圭子
- 第3話
  - カメラマン - 長谷川恵一郎
  - ラジオDJ - 高橋あさみ（声の出演）
- 第4話
  - 主治医 - 服部桂吾
- 第5話
  - 細川の妻 - 嶋尾明奈
- 第6話
  - 石川 - 清水沙映（滝ノ原の秘書）
  - 播磨外科病院警備員 - 中脇樹人
- 第8・9話
  - 黒沢哲也 - 渡辺憲吉（池澤の担当患者、間違った薬の多量摂取により病状が悪化する）
- 最終話
  - 熊坂 - 菅原大吉（直子が世話になる漁港の漁師）

## スタッフ
- 脚本 - 大石静
- 音楽 - 横山克
- 演出 - 水田成英、小原一隆、西坂瑞城、宮木正悟
- 主題歌 - aiko「ずっと」（ポニーキャニオン）[2]
- プロデュース -  長部聡介、清水一幸、渡辺恒也
- 制作 - フジテレビ ドラマ制作センター

## 放送日程
| 各話                                                      | 放送日         | サブタイトル                                       | 演出     | 視聴率 |
| --------------------------------------------------------- | -------------- | -------------------------------------------------- | -------- | ------ |
| 第1話                                                     | 2011年10月13日 | あなたを誰にも渡さない…                            | 水田成英 | 11.6%  |
| 第2話                                                     | 2011年10月20日 | あの人は見抜いてる。私があなたを好きだってことを   | 水田成英 | 08.2%  |
| 第3話                                                     | 2011年10月27日 | 俺のどこが世界一好きなんだよ? …あなたの顔よ。      | 小原一隆 | 08.4%  |
| 第4話                                                     | 2011年11月03日 | あなたは犬や猫なの? 汚らわしい欲望は捨てなさい!    | 宮木正悟 | 10.1%  |
| 第5話                                                     | 2011年11月10日 | さよなら…あなたは私をもう一度強く求めるわ、必ず    | 西坂瑞城 | 10.2%  |
| 第6話                                                     | 2011年11月17日 | 昨夜あの人とホテルにいました。これ以上言えません。 | 水田成英 | 10.2%  |
| 第7話                                                     | 2011年11月24日 | もう結論は出ているんでしょ。早く彼女を切りなさい!  | 宮木正悟 | 09.5%  |
| 第8話                                                     | 2011年12月01日 | 私は絶対に許さない! あなたは、永遠に私の夫よ。     | 西坂瑞城 | 10.8%  |
| 第9話                                                     | 2011年12月08日 | 俺はお前を許さない! 許さない! 許さない! 許さない   | 宮木正悟 | 09.6%  |
| 第10話                                                    | 2011年12月15日 | 今から彼女の両親に会ってくる。最後の賭けに出るわ   | 西坂瑞城 | 09.3%  |
| 最終話                                                    | 2011年12月22日 | もう何も望まない。誰も私達を知らない国へ行こう     | 水田成英 | 10.6%  |
| 平均視聴率 9.9%（視聴率は関東地区・ビデオリサーチ社調べ） |                |                                                    |          |        |

## 備考
- ARATAは放送翌年の2012年以降、本名の井浦新名義で活動するようになったため、現在のところ芸名を使用した最後の連続ドラマ作品となっている。
- 「親が子供に見せたくない番組2011」の調査結果、フジテレビ系のドラマとバラエティー番組が最も多く、連続ドラマでは『私が恋愛できない理由』と共に上位10位以内にランクインされている。
- 本作以外にも姪が叔父に恋愛を抱く映像作品としては、『schooldays』が挙げられる。
- 菅野は『奇跡体験!アンビリバボー』（2011年10月13日放送分）で本作を紹介、自分と榮倉を縄張り争いをする動物に比喩されていた。